# Joe Fafard
Joe Fafard (Sainte-Marthe, Quebec, 2 de setembre de 1942 – Lumsden, Saskatchewan, 16 de març de 2019) va ser un escultor quebequesos, métis i descendent de pioners francesos del segle xvii.
Fafard treballava amb guix i ceràmica fins que es passà al bronze els anys 1980. El seu art està fortament influït pel seu entorn a Saskatchewan, i en destaquen les escultures de bous, cavalls i porcs de bronze de mida natural. Les seves obres foren representades en una sèrie filatèlica el 2012.

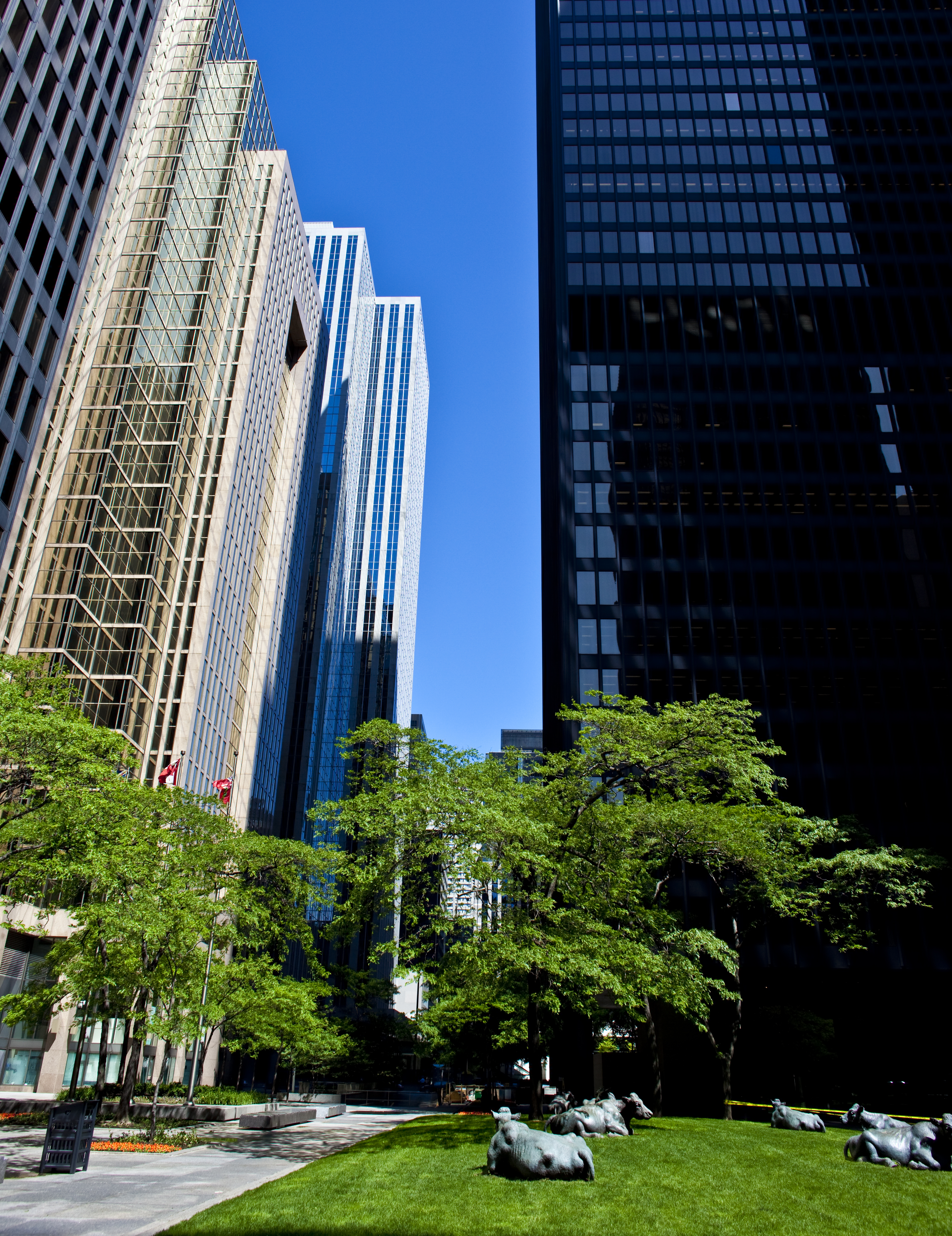
The Pasture (1985), Toronto Dominion Centre, Toronto (Ontario)
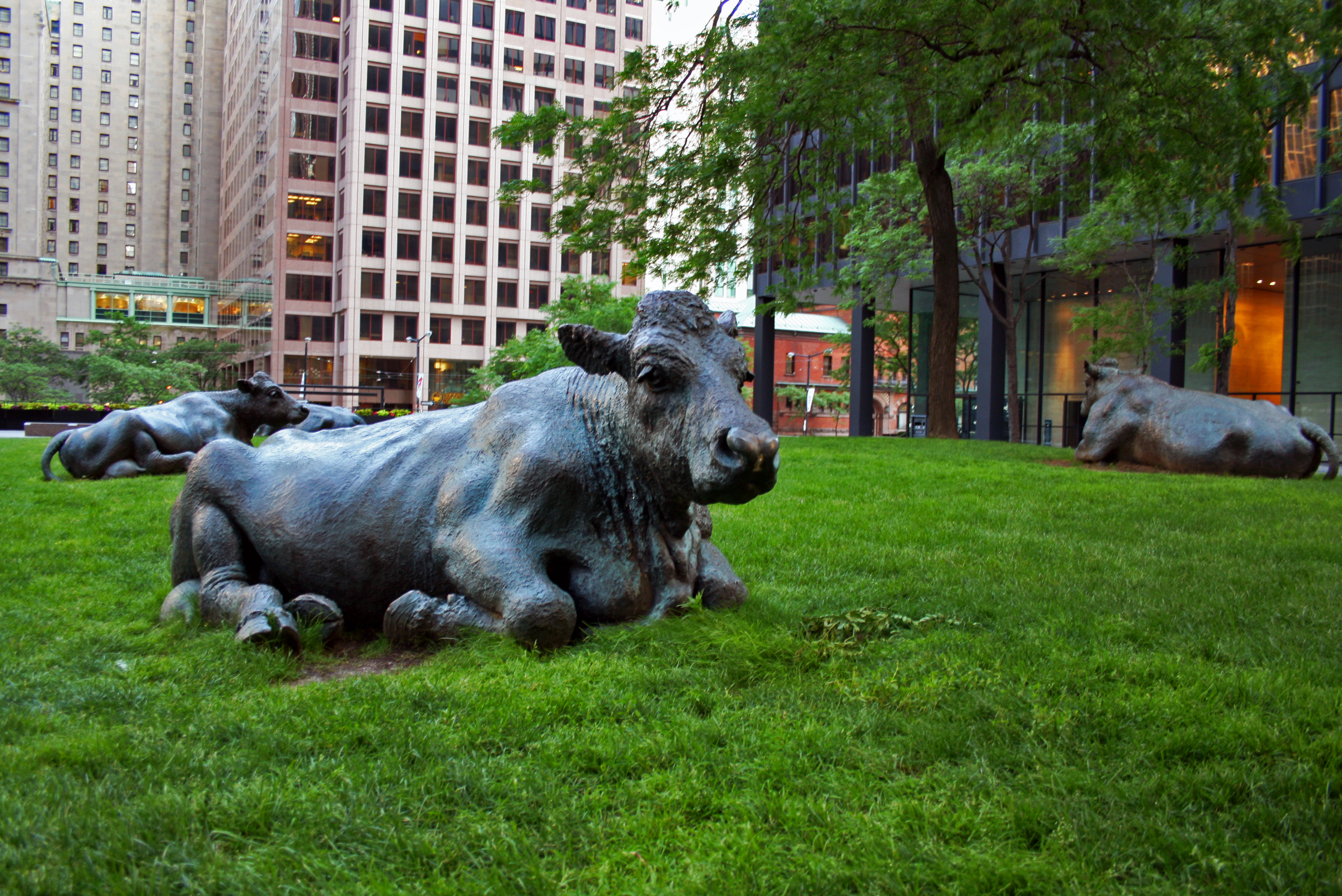
Detall de The Pasture
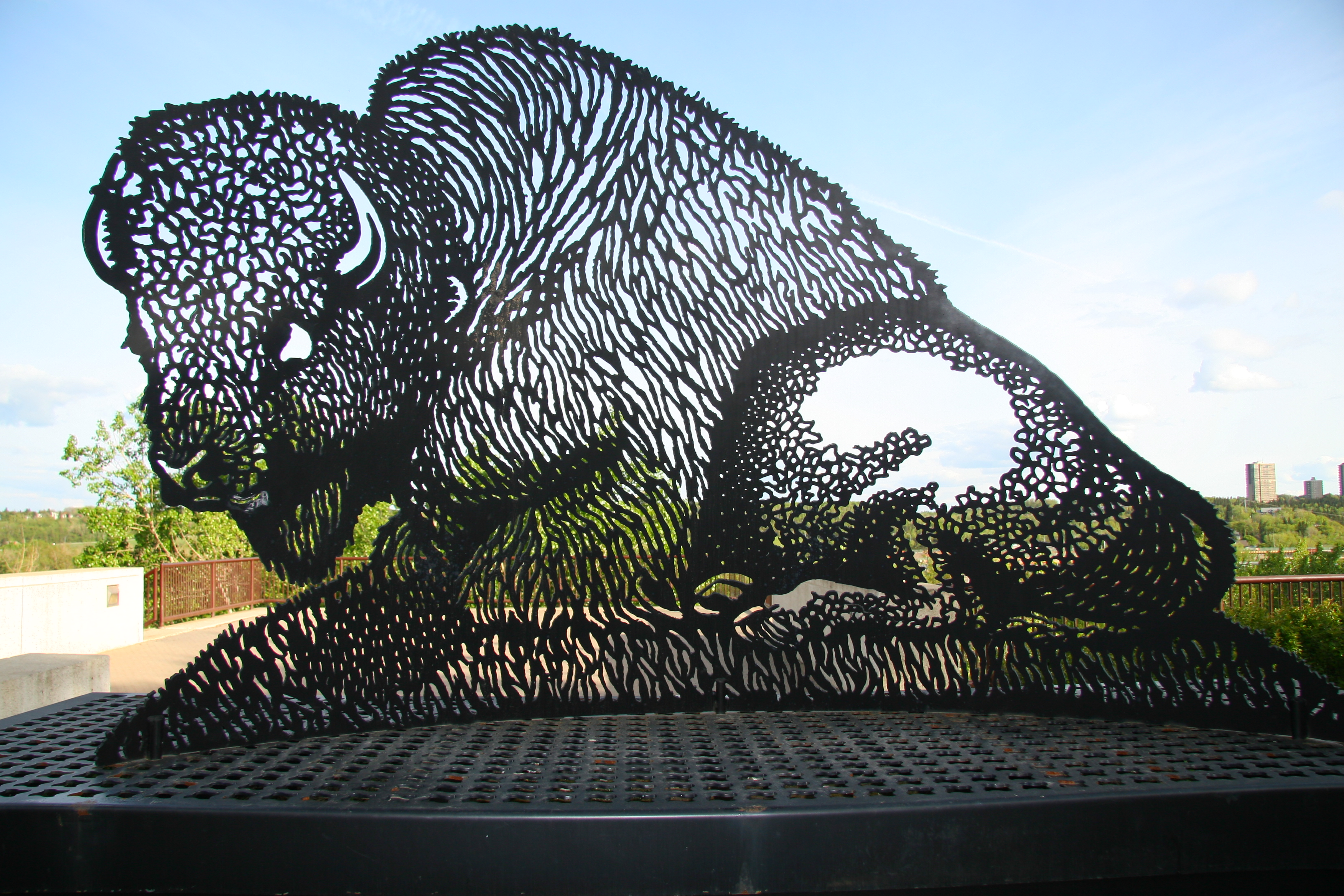
Paskwamostos, Edmonton (Alberta)
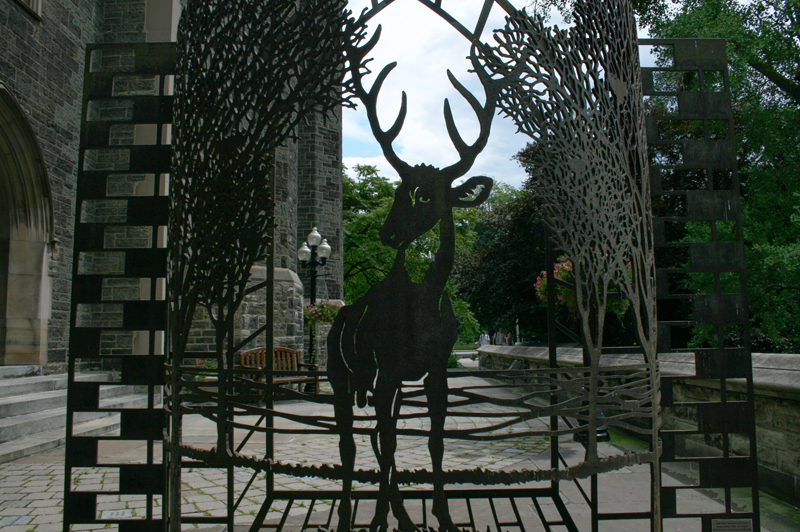
Nurture Nature (1993), Toronto (Ontario)
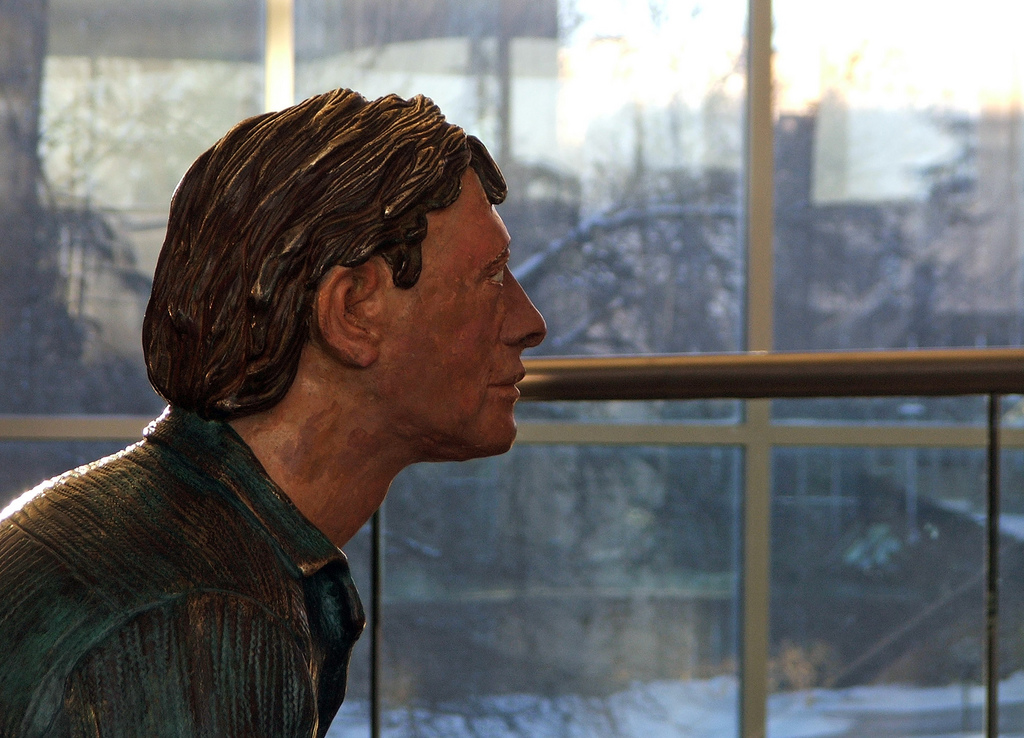
Bonnie Buchlyvie (1999), Universitat de Saskatchewan
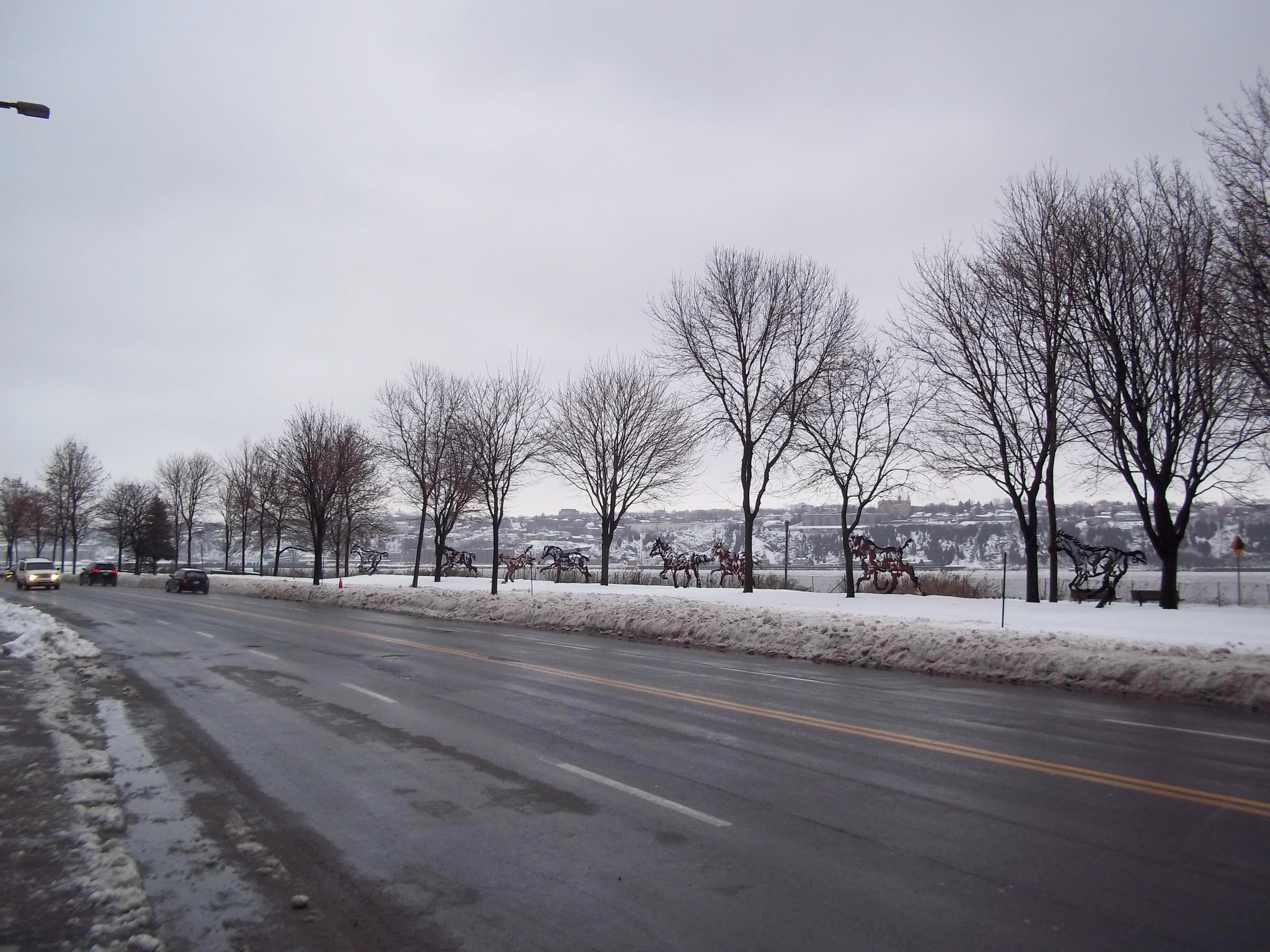
Els vuit cavalls Do, Re, Mi, Fa, Sol, La, Si, Do, Boulevard Champlain, Quebec